# Goffredo Zignani
Goffredo Zignani (Roma, 3 ottobre 1904 – Elbasan, 17 novembre 1943) è stato un militare italiano, tenente colonnello di Stato Maggiore, Comando 9ª Armata, Medaglia d'Oro al Valor Militare.

## Biografia

### Gioventù
Il padre di Goffredo Zignani, Secondo Zignani, era romagnolo, di Castiglione di Ravenna. Politicamente era repubblicano di spirito mazziniano. Dopo il matrimonio con Maria Sanzani, anche lei romagnola, di Santa Maria degli Angeli, i coniugi si trasferirono a Roma dove aprirono una trattoria nel Quartiere Trastevere, in via Portuense 129. Qui nacque il figlio Goffredo e poi la figlia Norma. E qui la famiglia ebbe grossi problemi con il fascismo. Infatti, secondo la Questura di Roma, una delle maggiori concentrazioni di oppositori al regime, quasi tutti schedati come repubblicani, faceva riferimento alla categoria dei ferrovieri. E i ferrovieri erano considerati, dalla polizia politica fascista, la categoria di lavoratori meglio organizzata e più combattiva. Le loro case a Roma erano site in Via Giovanni da Castel Bolognese, cioè nelle immediate vicinanze della trattoria che, ben presto, divenne un importante luogo d'incontro dell'opposizione. E così una notte una squadra di fascisti aveva fatto irruzione nel locale e l'aveva distrutto provocando grandi problemi economici. Comunque fu aperta una nuova fiaschetteria in Via Giovanni da Castel Bolognese 21 dove la famiglia operò fino al 1940 quando, dopo l'entrata in guerra dell'Italia, ritornarono a Castiglione di Ravenna dove sono poi rimasti fino alla morte. Il giovane Goffredo, quindi, ha trascorso l'infanzia e la giovinezza in questo contesto sociale e politico a Roma, pur mantenendo stretti rapporti con la Romagna dove trascorreva tutte le vacanze estive presso uno zio paterno e dove ha anche incontrato la futura moglie, Celeste Morandi.

### La carriera militare
Per qualche anno dopo la fine della prima guerra mondiale, la partecipazione al concorso per l'ammissione all'Accademia Militare era riservato ai soli Sottotenenti di complemento. Dopo aver conseguiro a Roma la licenza in fisico-matematica all'Istituto Tecnico "Leonardo da Vinci", Goffredo Zignani presenta domanda per diventare ufficiale di complemento di artiglieria. Alla chiamata viene inviato alla scuola allievi ufficiali di complemento di Verona e nel 1925 viene assegnato quale, Sottotenente di complemento, al 2º Reggimento Artiglieria da montagna della 2ª Brigata Alpina. Quindi partecipa al concorso per l'ammissione al 108º Corso dell'Accademia Militare di Artiglieria e Genio di Torino, al quale viene ammesso il 4 novembre 1926.
Promosso Tenente in servizio permanente effettivo nel 1930, viene assegnato al 30º reggimento artiglieria da campagna di stanza a Brescia e, successivamente, dal 1933 al 1935, all'Accademia di Artiglieria e Genio quale Tenente Istruttore. Nel 1935 viene promosso al grado superiore superando il "concorso per la promozione a scelta al grado di capitano" (oltre 600 concorrenti e soltanto 9 promossi) e l'anno successivo supera il concorso per l'ammissione al 66º Corso di Stato Maggiore, presso la Scuola di Guerra di Torino, dalla quale esce nel 1939 classificandosi 1º nella graduatoria di merito. Viene poi assegnato per l'"esperimento di stato maggiore" al IV Corpo d'armata, quale ufficiale addetto alle operazioni, dove rimane anche dopo la promozione al grado di Maggiore, conseguita il 1º gennaio 1940.

### La partecipazione alla seconda guerra mondiale
Con l'entrata in guerra dell'Italia (10 giugno 1940) partecipa alle operazioni sul Fronte delle Alpi Occidentali (Fronte francese) dove merita un Encomio solenne con la seguente motivazione: Di collegamento, in giornate di combattimento, con divisioni in linea, con sprezzo del pericolo, attività instancabile ed alto spirito di sacrificio svolgeva intelligente, efficace e costante azione di vigilanza, di controllo, di informazione, concorrendo validamente all'ottimo risultato dell'azione del Corpo d'Armata. Pragelato, 20-25 giugno 1940-XVIII.
Nel novembre 1940 il IV Corpo d'armata, di cui il Maggiore Zignani è divenuto Capo ufficio operazioni, viene inviato sul Fronte Greco-albanese dove partecipa alle operazioni fino al 23 aprile 1941. Su questo fronte Goffredo Zignani si mette ancora in luce e viene decorato con una Medaglia di Bronzo al Valor Militare. Nel maggio 1941 lascia il comando del IV Corpo d'armata per assumere, in Albania, il comando del II Gruppo del 17º reggimento artiglieria della Divisione di fanteria da montagna "Sforzesca" con il quale, nell'estate successiva, rientra in Patria ad Abbadia Alpina (Pinerolo, TO). Dopo la promozione a Tenente Colonnello, avvenuta il 1º gennaio 1942, lascia il comando del Gruppo e viene trasferito a Roma al Ministero della Guerra, quale elemento costitutivo dello Stato Maggiore dell'Esercito. Il 25 maggio 1943 riparte per l'Albania, assegnato al Comando Superiore delle Forze Armate di Albania, quale Capo ufficio di Stato Maggiore del Comando 9ª Armata di stanza a Tirana.

### La partecipazione alla Resistenza
Sopravvenuto l'armistizio dell'8 settembre 1943 e trovatosi in aperto dissidio con alcune direttive impartite dal Comando d'Armata - che, in pratica, erano una resa ai tedeschi - reagisce allontanandosi dall'Armata con altri compagni d'arme e raggiungendo le montagne dove agivano formazioni partigiane albanesi. Messosi subito a disposizione del nuovo Comando militare italiano - il cui nerbo era costituito dalla Divisione "Firenze" comandata dal generale Arnaldo Azzi - che raccoglieva molte delle truppe italiane decise a restare fedeli al Re e combattere contro i tedeschi e che agivano d'intesa con il Comando Generale partigiano albanese, ne venne subito nominato Capo di Stato Maggiore. Ai primi di ottobre, su sua richiesta, gli veniva affidato il comando del 1º Battaglione volontari italiani e dai suoi uomini veniva subito apprezzato per le capacità di animatore e trascinatore, ufficiale capacissimo e comandante esemplare, soldato fra i soldati, sempre in prima linea per rendersi conto personalmente delle varie situazioni da affrontare. Il 9 novembre 1943, durante una marcia di trasferimento nella valle di Peza, fra Tirana e Elbasan, il Battaglione veniva intercettato e circondato da preponderanti forze tedesche. Dopo un combattimento durato dall'alba fino al primo pomeriggio, il Battaglione cedeva. Informato da alcuni soldati che i tedeschi, durante il rastrellamento, andavano controllando i vivi e rivoltando i morti con la sua fotografia in mano, Zignani rinunciava a tentare di sottrarsi alla cattura nella convinzione che i tedeschi, avendo la certezza che egli comandasse quel Battaglione, se non lo avessero trovato avrebbero potuto rivalersi, per rappresaglia, sugli altri ufficiali catturati. Fatto così prigioniero e rinchiuso, con altri ufficiali e soldati, per due-tre giorni nella Fortezza di Petrele e successivamente nelle carceri di Elbasan, tutte le mattine veniva prelevato dai tedeschi, assieme al Colonnello Ferdinando Raucci (già Comandante militare italiano della Zona di Peza), verso le 5 del mattino, per essere interrogato, e riportato poi in carcere, sempre più malconcio, verso mezzogiorno. I tedeschi, infatti, sapevano che il Tenente Colonnello Zignani aveva direttamente e attivamente partecipato alla riorganizzazione delle Brigate partigiane in Unità miste, costituite da reparti italiani e albanesi, a ciascuna delle quali era stata assegnata una zona d'azione. Egli, quindi, poteva fornire preziosissime informazioni sulla dislocazione e composizione di tutte le Brigate partigiane operanti in Albania. Dopo 8 giorni di interrogatorio infruttuoso, la mattina del 17 novembre 1943 fu regolarmente prelevato alle 5 del mattino assieme al Colonnello Raucci. Da allora nulla più si seppe dei due colonnelli. Solo più tardi fu possibile appurare che, in data approssimativamente concordante con quella del 16-17 novembre, erano giunti al Monastero Ortodosso di San Giovanni (alla periferia di Elbasan), presso il quale vi era un comando tedesco, due ufficiali italiani, uno più anziano, colonnello, e uno più giovane, tenente colonnello che, dopo essere stati interrogati in modo concitato dall'inquirente, erano stati condotti a breve distanza dall'edificio. Lì, spogliati delle uniformi e tolti loro i berretti e le scarpe, erano stati posti dinanzi a un plotone d'esecuzione, comandato da un capitano e dotato anche di una mitragliatrice. Contadini albanesi assistevano, nell'oliveto, allo svolgersi degli avvenimenti. I due ufficiali, seminudi sotto il gelo, avevano intavolato tra loro una conversazione disinvolta e, da un pacchetto di tabacco, avevano confezionato due sigarette che avevano iniziato a fumare. Il capitano tedesco, imbestialito da tanta forza d'animo, aveva allora impugnato la mitraglia e, ordinando il fuoco al reparto, aveva sparato la prima raffica che non era riuscita peraltro a spezzare il grido di "Viva l'Italia" lanciato ad alta voce, all'unisono, dai due ufficiali. I corpi erano stati fatti adagiare in una fossa affrettatamente scavata da alcuni prigionieri italiani, ma i religiosi avevano poi trasferito le salme nel giardino del loro Convento. I religiosi avevano anche riferito che, a distanza di tanto tempo, il comportamento dei due ufficiali aveva mantenuto un'eco di leggenda tra gli albanesi che avevano assistito alla scena.

### La morte
A causa della totale chiusura al mondo occidentale del regime instaurato dal dittatore albanese Enver Hoxha, le spoglie dei due colonnelli sono potute ritornare in Italia soltanto nel 1961. Il 9 settembre 1962, con funerale di Stato, la salma del Tenente Colonnello Goffredo Zignani è stata inumata nella tomba di famiglia a Castiglione di Ravenna.

## Onorificenze
- L'Albania nel 1997 gli conferisce la Medaglia d'Oro delle Aquile al valor militare (Medalja e Artë e Shqiponjës)[2]

## Riconoscimenti
- Il Comune di Ravenna gli ha intitolato, a Castiglione di Ravenna, una via e la locale scuola media
- Il Comune di Roma gli ha intitolato una via a Cesano di Roma
- Il Ministero della Difesa gli ha intitolato una caserma a Roma in via Etruria 23

## Altre notizie
Il primogenito del Tenente Colonnello Goffredo Zignani, il Generale di Corpo d'armata Alberto Zignani, è stato Segretario Generale del Ministero della Difesa e Direttore Nazionale degli Armamenti dal 1996 al 2001 e Comandante Generale della Guardia di Finanza dal 2001 al 2003.
Il secondogenito del Tenente Colonnello Goffredo Zignani, Dottor Luciano Zignani, è stato Presidente Nazionale dell'Associazione Generale delle Cooperative Italiane (A.G.C.I.) dal 1988 al 1996.

## Galleria d'immagini

Alpino alla Scuola Allievi Ufficiali di complemento di Verona, 1924.
Sottotenente al Gruppo "Bergamo", novembre 1925